# Helena Janina Pajzderska

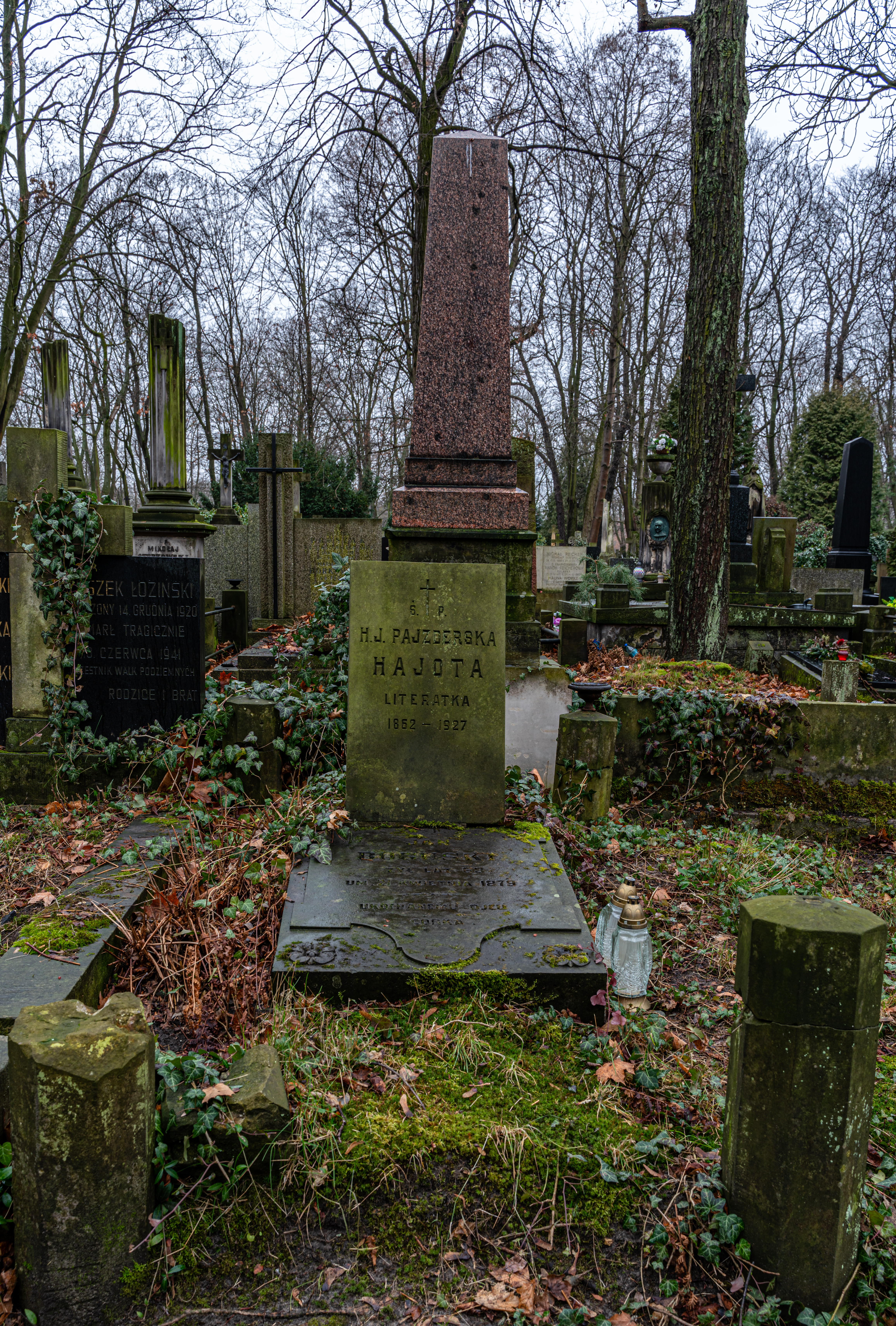
Grób Heleny Janiny Pajzderskiej na cmentarzu Powązkowskim

Helena Janina Pajzderska z domu Boguska, primo voto Rogozińska, pseudonim „Hajota”, „Lascaro” (ur. 16 maja 1862 w Sandomierzu, zm. 4 grudnia 1927 w Warszawie) – polska pisarka, poetka, tłumaczka.

## Życiorys
Helena Janina Pajzderska urodziła się w Sandomierzu jako córka Jana Boguskiego, asesora sądu, i Emilii z Marczewskich. Po śmierci ojca zamieszkała z matką w Warszawie, gdzie uczęszczała na pensje Laury Guérin oraz Natalii Porazińskiej. Na pensjach uczyła się języków obcych, co umożliwiło jej pracę tłumaczki.
Zadebiutowała powieścią Narcyzy Ewuni, ogłoszoną w Kronice Rodzinnej 1875, gdy miała zaledwie 13 lat. Znajomości z Jadwigą Łuszczewską (Deotymą), redaktorką „Bluszczu” Marią Ilnicką oraz redaktorką Kroniki Rodzinnej, Aleksandrą Borkowską ułatwiły jej rozpoczęcie kariery literackiej. Jej utwory literackie i recenzje ukazywały się w wielu pismach. Tłumaczyła Charlesa Dickensa, Jamesa Coopera, Josepha Conrada, Herberta George’a Wellsa, Honoré de Balzac'a, Anatole’a France’a, Guy de Maupassanta oraz wielu innych pisarzy francuskich i angielskich. 
Pisała utwory o tematyce podróżniczej, inspirowane pobytem w Afryce.
W 1888 wyszła za mąż za Stefana Szolca-Rogozińskiego, znanego podróżnika. Wraz z mężem odbyła podróż do Afryki, na wyspę Fernando Po u wybrzeża Kamerunu. Na wyspie zakupili 500 hektarową plantację kakao i prowadzili badania nad plemieniem Bubi. Jednocześnie brali udział w wyprawach do innych krajów Afryki m.in. do Nigerii. Pisarka wzięła udział w wyprawie na wulkan Pico Basilé, najwyższy szczyt Fernando Po. Małżeństwo przebywało w Afryce do 1891.
Po powrocie do Polski pisarka złożyła wniosek o rozwód, który został przeprowadzony w 1895. Ponownie wyszła za mąż w 1904, za architekta Tomasza Pajzderskiego.
Była aktywną uczestniczką ruchu emancypacji kobiet.
W czasie I wojny światowej działała w Towarzystwie Pomocy Ofiarom Wojny.
Pochowana została na cmentarzu Powązkowskim (kwatera 73-1-23).
Niektóre nowele Heleny Janiny Pajzderskiej tłumaczono na języki obce: rosyjski, czeski, serbsko-chorwacki, francuski.

## Twórczość
- Narcyzy Ewuni. Powieść oryginalnie napisana (1877)
- Poezje (1884)
- Co zwycięża! Obrazek dramatyczny w 1 odsłonie (wystawiono w Warszawie w 1886,  wyd. 1888)
- Błędne koło - powieść (1888)
- W pogoni - powieść (1907)
- Dar Heliogabala (1911)
- Wyżebrana godzina (1914)

### Nowele
- Dla sławy (1880)
- Pięciolistny bez (1880)
- Nowele (1883)
- Co życie dało. Nowele i obrazki (1886)  (w zbiorze m.in. Zagubiona)
- Nowele (1887) (w zbiorze m.in. Ślubna obrączka)
- On i my. Nowele (1900)
- Nowele (1906): Śni mi się…, Uśmiech losu, Psinka, Żyje, 30 września, Sen panny Joanny.

### Z cyklu „Z dalekich lądów”
- Z dalekich lądów. Nowele i opowiadania (1893). W tym:  Jak cień, Ostatnia butelka.
- Powieść. Cz. 1-3 (1902)
- Rosa Nieves - opowieść (1925)

## Upamiętnienie
Pisarka została upamiętniona ulicą w Warszawie o nazwie Hajoty, położoną w dzielnicy Bielany. Nazwa została nadana 14 maja 1928 roku.